# NGC 5821
NGC 5821 هيَ مجرة حلزونية تتواجد في كوكبة العواء.